# Poyntonophrynus grandisonae
Bufo grandisonae es un anfibio anuro de la familia Bufonidae. Anteriormente incluida en el género Bufo.
Es endémica de Angola. Su hábitat natural es la pradera seca tropical y subtropical, marismas de agua dulce intermintente, y zonas rocosas.

## Publicación original
- Poynton & Haacke, 1993 : On a collection of amphibians from Angola, including a new species of Bufo Laurenti. Annals of the Transvaal Museum, vol. 36, p. 9-16 (texto íntegro).